# Кокурин, Пётр Петрович
Пётр Петро́вич Коку́рин (3 [16] июля 1902, Мокшанский уезд, Пензенская губерния — 23 марта 1945, Москва) — советский партийный и государственный деятель; председатель Кировского облисполкома (1943—1945).

## Биография
Родился 3 (16) июля 1902 года в селе Рождествено Пензенской губернии.
Работал учителем обществоведения школы крестьянской молодёжи. В 1926—1929 годы учился в Нижегородской губернской школе советского и партийного строительства; в 1927 году принят в ВКП(б).
Заведовал агитационно-массовым отделом Пильнинского районного комитета ВКП(б), затем работал первым секретарём районных комитетов партии: Оричевского (с августа 1932 года), Вожгальского (с января 1935), Котельничского (с марта 1938).
С июня 1938 года — 2-й секретарь Кировского городского комитета ВКП(б), с 1940 — секретарь Кировского областного комитета ВКП(б) (по кадрам, по промышленности, по оборонной промышленности и машиностроению). С февраля 1943 по 23 марта 1945 года — председатель Исполнительного комитета Кировского областного Совета. С февраля 1945 года учился в Высшей школе партийных организаторов при ЦК ВКП(б).
Делегат XVIII съезда ВКП(б).
Погиб в Москве 21 августа 1945 года.

## Комментарии
1. ↑  Село Рождествено, относившееся к Соловцовской волости Инсарского, в 1877 году — Мокшанского уезда, в последующем входило в состав Рождественского, с 1931 — Владыкинского, в 1955 — Соловцовского сельсовета Иссинского района Пензенской области; упразднено 27.3.2001[1].